# Cerro Viajeros
Traveller's Hill (oficialmente, Travellers Hill) es una villa de la Isla Ascensión. Al igual que el resto de la isla, la localidad no tiene residentes permanentes. Sus habitantes son empleados de organizaciones estatales que operan en el territorio y sus familias.
El asentamiento está destinado a una base de la Real Fuerza Aérea del Reino Unido (RAF, por su sigla en inglés). Posee un recinto de críquet y una piscina, como así también antenas de Cable & Wireless y estaciones de infrasonido.[cita requerida]